# حاتم سعد محمود رسلان
حاتم سعد محمود رسلان من مواليد (2 فبراير 1982) هو دبلوماسي مصري ويشتغل في عدة مناصب دبلوماسية ومنها منصب السفير المتجول لدولة غامبيا في مصر، وكذلك سفير النوايا الحسنة لجمهورية غامبيا، والمستشار التجاري بسفارة جمهورية غامبيا في الرياض والتي تغطي بجانب المملكة العربية السعودية دول (مصر، السودان، الكويت، سلطنة عمان، الأردن، لبنان، أستراليا)، كما أنه يشتغل في منصب رئيس لجنة التجارة الدولية بجمعية رجال الاعمال المصريين الافارقة.

## حياته
ولد حاتم رسلان بجدة تحديدا في المملكة العربية السعودية عام 1982 ولقد إلتحق بالجامعة الأمريكية بالشارقة في الإمارات العربية المتحدة عام 2001 ومن بعدها حصل على بكالوريوس إدارة الأعمال اقتصاد وإدارة من جامعة غامبيا الوطنية وماجستير إدارة الأعمال وسلاسل الإمداد من جامعة MIP ميلان بإيطاليا في عام 2019. ومن بعدها تقلد منصبه سفيراً رغم أصوله المصرية، ويأتى هذا حيث أن والده يعد من كبار المستثمرين في دولة غامبيا منذ عام 1991 فحصلت أسرته بأكملها على الجنسية الغامبية في عام 1998، ونقل دراسته من إنجلترا لإستكمالها في أول جامعة وطنية من عام 2001 إلى غاية 2006.

## حياته المهنية
- رئيس مجلس إدارة شركة الأخوة المتحدون للصناعات الهندسية والمؤسس في عام 2018 إلى الآن.
- مدير العام لشركة "كواليتي تريدينج للاستيراد والتصدير".
- مؤسس ومدير عام لشركة جنرال أوفرسيز.
- مؤسس ومدير عام لشركة إيجيكس موريتانيا.
- مؤسس ومدير عام شركة HSR السنغال وغينيا بيساو.
- سفير المتجول لدولة غامبيا في مصر.
- سفير النوايا الحسنة لجمهورية غامبيا.
- المستشار التجاري بسفارة جمهورية غامبيا بالرياض.
- رئيس لجنة التجارة الدولية بجمعية رجال الأعمال المصريين الأفارقة EABA.